# Martin Svanström
Martin Svanström, född den 18 januari 1989, är en svensk jazzmusiker (saxofonist) och kompositör från Bohus-Björkö utanför Göteborg.
Till grupper Svanström har spelat med hör grammisvinnade Änglaspel och göteborgskvartetten Köket. Han har också ingått i Den ofattbara orkestern vid After Shave och Anders Erikssons föreställning Hagmans konditori samt uppträtt med Bohuslän Big Band och Erik Gadd
Martin Svanström erhöll Thomas Utbult-stipendiet 2008.